# Marwar

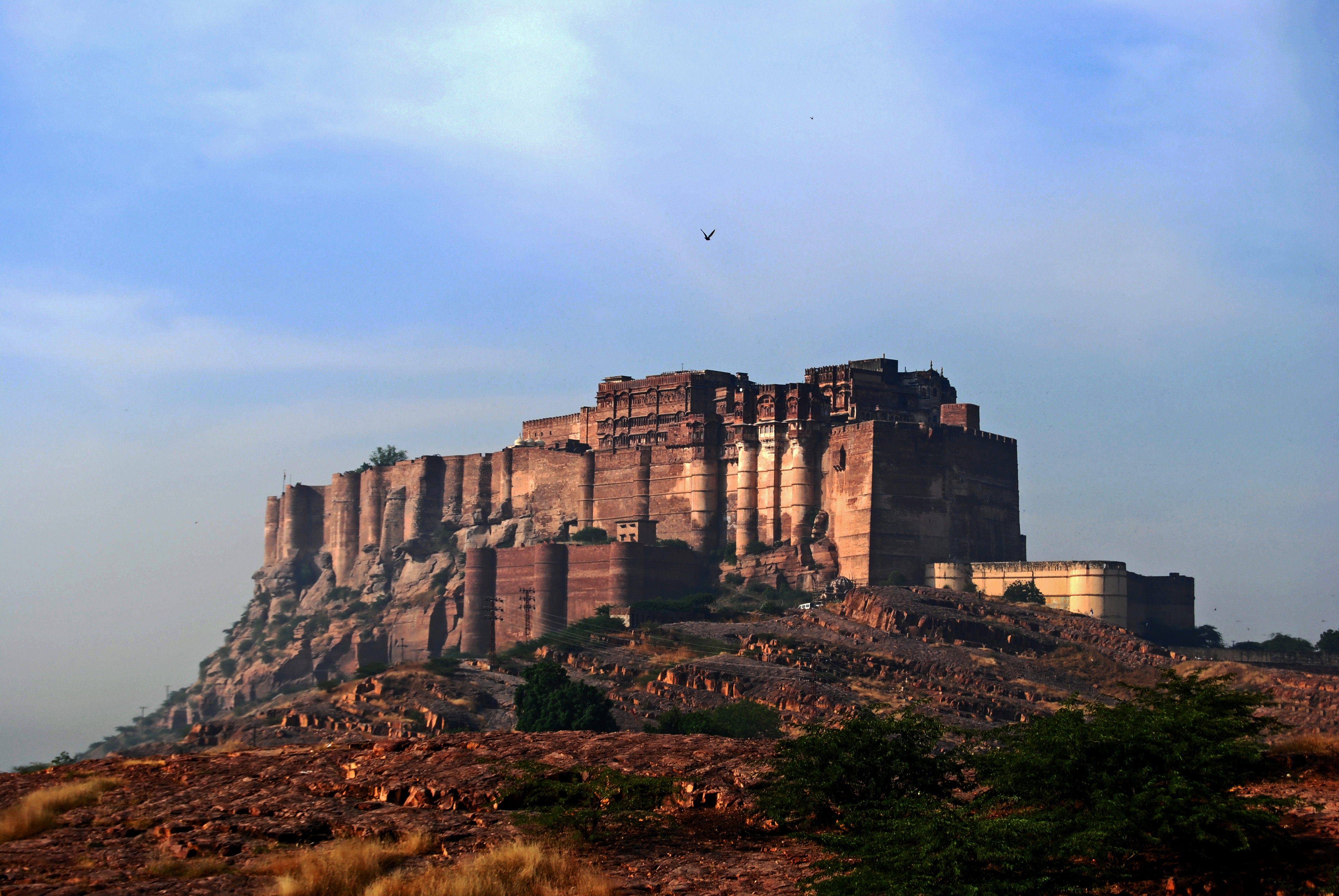
Meherangarh-Fort, Jodhpur

Marwar (Hindi: मारवाड़, Mārvāṛ) war einer der Fürstenstaaten der Rajputen im heutigen Rajasthan (Britisch-Indien). Seine erste Hauptstadt wurde um 1395 Mandore, das um 1450 von Jodhpur abgelöst wurde.

## Gründungslegende
Das Fürstentum wurde in der ersten Hälfte des 13. Jahrhunderts von den hinduistischen Rathore-Rajputen gegründet, die als direkte Nachkommen der alten Gahadavala-Könige von Kannauj betrachtet wurden. Aber vielleicht ist das entsprechende Poem über den Staatsgründer Sihaji († 1273) auch nur der spätere Versuch einer Aufwertung der Ahnenreihe. Zumindest werden vier Rathor-Rajas schon im Jahr 997 in einer lokalen Inschrift erwähnt.

## Der Staat im 15. Jahrhundert
Der Raja Rao Chunda (reg. ca. 1383–1424) übernahm die Herrschaft in Mandore, annektierte Nagaur und Ajmer und wurde in einer Schlacht mit dem Gouverneur von Multan getötet. Sein ältester Sohn Ranmal (reg. 1427–1438) setzte sich mit Hilfe von Mewar gegen seine Brüder Kanha (reg. 1423–1424) und Satta (reg. 1424–1427) durch, half seinerseits dem Raja von Mewar gegen seine Feinde und wurde bei dem Versuch der praktischen Machtübernahme in dessen Hauptstadt Chittorgarh ermordet. Danach fiel Marwar unter die Kontrolle des Maharana Kumbha von Mewar (reg. 1433–1468), bis Ranmals Sohn Jodha nach ca. 15-jährigen Exil die Herrschaft wieder an sich reißen und mit Mewar Frieden schließen konnte. Er gründete um das Jahr 1459 Jodhpur und verlegte die Hauptstadt dorthin.

## Herrschaft der Großmoguln
Nach dem Tod von Maldev (reg. 1532–1562) kam es zum Thronfolgestreit zwischen seinen Söhnen Rao Chandrasen und Udai Singh, in dessen Folge Akbar I. (reg. 1556–1605) Marwar eroberte und die Hindu-Würdenträger die Oberhoheit der muslimischen Großmoguln von Delhi anerkennen mussten. Beginnend mit Udai Singh (reg. 1583–1595) und Suraj Singh (reg. 1595–1619) standen sie z. B. als Heerführer in den Diensten der Großmoguln. Gaj Singh I. (reg. 1619–1638) wurde zum Vizekönig des Dekkan erhoben und dessen Sohn Jaswant Singh (reg. 1638–1678) war eine Zeit lang der führende Hindu-Würdenträger am Hof der Großmoguln. Sein Tod veranlasste den Großmogul Aurangzeb (reg. 1658–1707) trotz eines nachgeborenen Thronerben zur Besetzung des Fürstentums, was einen 30-jährigen Kleinkrieg zwischen den Moguln und den Rajputenklans um Marwar zur Folge hatte, bis Ajit Singh (reg. 1679–1724) durch den Frieden mit dem neuen Großmoguln Bahadur Schah (reg. 1707–1712) seine Regierung antreten konnte.

## 18. bis 20. Jahrhundert

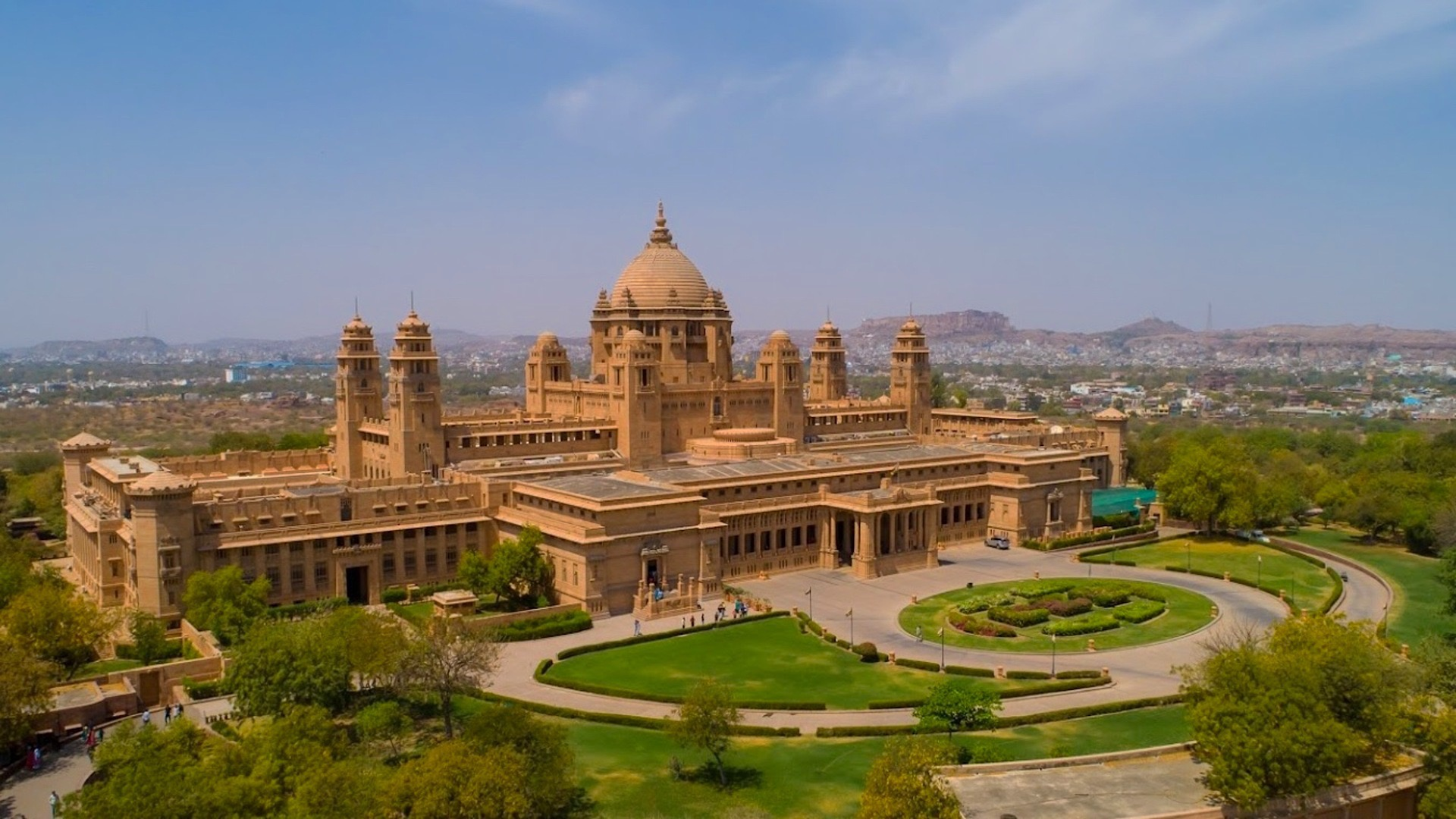
Umaid-Bhavan-Palast, Jodhpur

Im Verlauf des 18. Jahrhunderts stellte Marwar aufgrund von Thronfolgestreitigkeiten zwischen Bijay Singh (reg. 1752/72–1793) und seinem Onkel Ram Singh († 1773) und ständiger Bedrohung durch die Raubzüge der Marathen keine besondere politische Größe dar. Beispielsweise wurde Bijay Singh 1790/91 von den Marathen des Mahadji Sindia († 1795) unter Militärführung des Franzosen Benoît de Boigne für Sindia in zwei Schlachten vernichtend geschlagen und verbrachte den Rest seiner Tage mit Frauengeschichten.
Im Januar 1818 wurde Marwar unter dem Maharaja Man Singh (reg. 1803–1843) ein britisches Protektorat. Obwohl die britische Kolonialregierung die Witwenverbrennung bereits verboten hatte, brannten sechs Frauen nach dem Tod Man Singhs auf dessen Scheiterhaufen.
Der Fürstenstaat hatte im Jahr 1941 eine Fläche von 91.420 km² und 2,5 Millionen Einwohner. Am 30. März 1949 trat Maharaja Hanwant Singh der Konföderation Rajasthan bei und vollzog am 7. April 1949 den Anschluss an Indien. Der noch junge Maharaja Gaj Singh erlebte in Folge einer Verfassungsänderung am 1. November 1956 die Auflösung des Fürstenstaats und den Verlust der letzten Privilegien.